# Valter da Rosa Borges
Valter Rodrigues da Rosa Borges (Recife, 15 de março de 1934) é filósofo, poeta, professor, parapsicólogo e escritor brasileiro. 

## Biografia
Em 1959 formou-se em direito pela Faculdade de Direito da Universidade Federal de Pernambuco. Em 1963 passou a fazer parte do Ministério Público e foi Procurador da Justiça até o ano de 1993. Foi professor de Direito Civil na Faculdade Católica de Pernambuco e de Sociologia na Universidade Federal de Pernambuco.
Fundou o Instituto Pernambucano de Pesquisas Psicobiofísicas e a Academia Pernambucana de Ciências. Criador, diretor e apresentador da TV Universitária, apresentou o programa "O Grande Juri" durante quatorze anos.
É membro da Academia de Letras e Artes do Nordeste, onde ocupa a cadeira 5.

## Principais obras
- O Ser, o agora, o sempre[nota 1]
- A correnteza
- Poesia de dois versos
- Realidade ou mito
- Agenda da vida
- O observador
- A medida do que somos

## Prêmios

### Medalha do mérito
- Causas Imortais: 2012 - Academia Brasileira de Letras. [6]

### Obra premiada
- Prêmio Amaro de Lyra e César edição 1995, com a obra O Ser, o agora, o sempre.